# Municipio de Liston
El municipio de Liston (en inglés: Liston Township) es un municipio ubicado en el condado de Woodbury en el estado estadounidense de Iowa. En el año 2010 tenía una población de 527 habitantes y una densidad poblacional de 5,69 personas por km².

## Geografía
El municipio de Liston se encuentra ubicado en las coordenadas 42°15′21″N 95°43′41″O / 42.25583, -95.72806. Según la Oficina del Censo de los Estados Unidos, el municipio tiene una superficie total de 92.68 km², de la cual 92,56 km² corresponden a tierra firme y (0,13 %) 0,12 km² es agua.

## Demografía
Según el censo de 2010, había 527 personas residiendo en el municipio de Liston. La densidad de población era de 5,69 hab./km². De los 527 habitantes, el municipio de Liston estaba compuesto por el 98,1 % blancos, el 1,14 % eran amerindios, el 0,38 % eran asiáticos y el 0,38 % eran de una mezcla de razas. Del total de la población el 0 % eran hispanos o latinos de cualquier raza.